# Raymond Kibet
Pour les articles homonymes, voir Kibet (homonymie).
Raymond Kibet (né le 4 février 1996) est un athlète kényan, spécialiste du 400 m.
En 2017, il porte son record personnel à 45 s 21.